# En bok för allas litterära humorpris
En bok för allas litterära humorpris är ett årligt litterärt pris på 10 000 svenska kronor. Priset instiftades år 2001 då En bok för alla firade 25-årsjubileum. Priset tycks dock inte ha utdelats sedan 2006.

## Pristagare
- 2001 – Maja Lundgren för Pompeji
- 2002 – Claes Hylinger för I det hemliga sällskapets tjänst
- 2003 – Eva Lindström för Vid bergets långa breda fot
- 2004 – Bodil Malmsten för Mitt första liv
- 2005 – Marjaneh Bakhtiari för Kalla det vad fan du vill
- 2006 – Fredrik Sjöberg för Flyktkonsten